# 十字海星
十字海星（學名：Stauranderaster）是一屬已滅絕的海星。其化石主要分布在歐洲。

## 特徵
牠們有狹長的腕和中等大小的體盤，體盤呈圓穹狀，由巨大的圓形小骨組成。腕的表面有巨大的邊緣小骨。

## 棲息地
十字海星可能生活在海底，以小型海生動物或沉積物中的有機質為食。

## 外部連結
- Stauranderaster（页面存档备份，存于） in the Paleobiology Database